# Zbiratelj
Zbiratelj (izviren angleški naslov: The Collector) je ameriška grozljivka iz leta 2009, delo režiserja Marcusa Dunstana, ki je napisal tudi scenarij skupaj s Patrickom Meltonom.